# Кориљано Калабро
Кориљано Калабро (итал. Corigliano Calabro) град је у јужној Италији. Кориљано Калабро је други по величини и значају град округа Козенца у оквиру италијанске покрајине Калабрија.

## Природне одлике
Град Кориљано Калабро налази се у североисточном делу Калабрије, на 170 км северно од седишта покрајине, града Катанцара. Град се сместио близу западне обале Тиренског мора (10 км), али није на мору. Стари део града се налази на стрмом брду изнад приморске равнице, на преко 200 m надморске висине. Нови део града је у равници испод старог дела. Задпадно од града стрмо се издижу крајње јужни Апенини.

## Становништво
Према резултатима пописа становништва 2011. у општини је живело 38.501 становника.
| 1931.  | 1936.  | 1951.  | 1961.  | 1971.  | 1981.  | 1991.  | 2001.  | 2011.  |
| ------ | ------ | ------ | ------ | ------ | ------ | ------ | ------ | ------ |
| 15.842 | 16.285 | 21.256 | 24.317 | 30.633 | 34.750 | 35.615 | 38.241 | 38.501 |

Кориљано Калабро данас има око 40.000 становника, махом Италијана. То је преко 2,5 пута више становништва него пре 100 година.

## Галерија
- Панорама старог дела града на брду
- Замак и Црква св. Антонија
- Велике степнице, "Scalilla"
- Улица у старом граду